# 好中球アルカリホスファターゼ
好中球アルカリホスファターゼ（こうちゅうきゅうアルカリホスファターゼ、Neutrophil alkaline phosphatase, NAP）は好中球が細菌などを貪食し殺菌する上で用いられる酵素である。好中球性細胞のHL60において遊走、活性酸素種(ROS)の生成、アポトーシスの亢進に作用するという報告がある。
NAPスコアは特に慢性骨髄性白血病では異常低値を示し、診断に有用である。一般に好中球が増加した場合はNAPスコアは増加するので、診断的意味は少ないが低値の場合は診断的意義がある。

## NAPスコアが変化する主な疾患
- NAPスコアが低下する疾患
  - 発作性夜間血色素尿症[2]
  - 慢性骨髄性白血病[2]

- NAPスコアが上昇する疾患
  - 多血症
    - 本態性血小板血症[2]
    - 真性赤血球増加症[2][3]